# The Twilight Saga: Breaking Dawn - Parte 2 (colonna sonora)
La colonna sonora del film The Twilight Saga: Breaking Dawn - Parte 2 del 2012 è composta da due dischi: The Twilight Saga: Breaking Dawn, Pt. 2 (Original Motion Picture Soundtrack), che contiene i brani dei vari artisti, e The Twilight Saga: Breaking Dawn, Pt. 2 (Original Motion Picture Score), contenente le tracce orchestrali.

## The Twilight Saga: Breaking Dawn, Pt. 2 (Original Motion Picture Soundtrack)
The Twilight Saga: Breaking Dawn, Pt. 2 (Original Motion Picture Soundtrack) è la colonna sonora ufficiale del film del 2012 The Twilight Saga: Breaking Dawn - Parte 2.

### Il disco
Il CD contiene i brani di vari artisti di genere alternativo tra cui la cantante inglese Ellie Goulding, il gruppo Green Day e la cantante Christina Perri, la quale interpreta, con il cantante Steve Kazee, una seconda versione del brano A Thousand Years, già presente nell'album The Twilight Saga: Breaking Dawn, Pt. 1 (Original Motion Picture Soundtrack).
L'album è stato pubblicato il 16 novembre 2012

### Tracce
1. Passion Pit – Where I Come From – 3:39
2. Ellie Goulding – Bittersweet – 3:56
3. Green Day – The Forgotten – 4:59
4. Feist – Fire in the Water – 2:30
5. The Boom Circuits – Everything and Nothing – 4:25
6. St. Vincent – The Antidote – 3:39
7. POP ETC – Speak Up – 4:40
8. IKO – Heart of Stone – 3:53
9. A Boy and His Kite – Cover Your Tracks – 4:31
10. James Vincent McMorrow – Ghosts – 3:45
11. Paul McDonald e Nikki Reed – All I've Ever Needed – 3:56
12. Reeve Carney – New for You – 3:10
13. Christina Perri – A Thousand Years, Pt. 2 (feat. Steve Kazee) – 5:07
14. Carter Burwell – Plus Que Ma Propre Vie – 4:15

## The Twilight Saga: Breaking Dawn, Pt. 2 (Original Motion Picture Score)
La colonna sonora orchestrale è stata affidata al musicista Carter Burwell, già autore della colonna sonora orchestrale di Twilight.

### Tracce
1. Twilight Overture – 3:03
2. A World Bright and Buzzing – 1:11
3. The Lamb Hunts the Lion – 1:59
4. Meet Renesmee – 2:44
5. Here Goes Nothing – 1:00
6. Sparkles At Last – 1:05
7. Catching Snowflakes – 1:41
8. The Immortal Children – 2:01
9. Merchant of Venice – 0:45
10. Into the White – 1:04
11. Renesmee's Lullaby / Something Terrible – 3:03
12. A Way With the World – 1:38
13. The Amazon Arrives – 1:00
14. A Yankee Vampire – 1:08
15. Cloud Forest – 1:24
16. Witnesses – 1:37
17. We Will Fight – 0:57
18. Shield Training – 2:10
19. At Bedtime a Child Asks About Death – 1:15
20. Decoding Alice – 1:46
21. The Driving Question – 1:10
22. Present Time – 2:12
23. This Extraordinary Life – 2:12
24. Gathering In Snow – 2:46
25. She Is Not Immortal – 0:55
26. Reading Edward – 0:56
27. Magnifica – 1:11
28. Irina Loses Her Head – 2:52
29. Aro's Oration – 2:44
30. A Kick In the Head – 1:03
31. Exacueret Nostri Dentes in Filia – 1:45
32. Chasing Renesmee – 1:20
33. A Crack In the Earth – 2:24
34. Aro's End – 1:53
35. That's Your Future – 0:53
36. Such a Prize – 3:25